# Соколенко, Андрей Евгеньевич
Андре́й Евге́ньевич Соколе́нко (укр. Андрій Євгенович Соколенко; род. 8 июня 1978, Симферополь) — украинский футболист, защитник.

## Игровая карьера
12 мая 1995 года в возрасте 16 лет 11 месяцев и 4 дня дебютировал в составе «Таврии» в высшей лиге чемпионата Украины, что является четвёртым результатом в истории клуба. Далее играл за «Динамо» (Саки), «Прикарпатье», «Кривбасс-2» и СК «Волынь-1».
В 2003 году уехал в Минск, где играл в местном «Динамо». Зимой следующего года провёл с актюбинским «Актобе-Ленто» трёхнедельный сбор в Крыму, после чего белорусский и казахстанский клубы подписали соглашение о годичной аренде футболиста с последующим правом выкупа его контракта.
В 2005 году становился чемпионом Казахстана в составе «Актобе». После завершения сезона подал в отставку главный тренер актюбинцев Равиль Рамазанов, а у Соколенко закончился контракт. Под руководством нового наставника футболист играть не хотел, и поэтому вместе с партнёрами по команде Борисом Поляковым и Сергеем Дитковским заключил контракт с «Волынью». В команде Кварцяного провёл следующие полгода. После окончания сезона проходил просмотр в ФК «Харьков», но остаться в команде высшего дивизиона не удалось. До зимы поиграл в перволиговой «Оболони», а зимой вернулся в Харьков, где со второй попытки заключил контракт с «горожанами».
В Харькове провёл два полных года. Закончив первую часть сезона 2008/09 на последней строчке турнирной таблицы, Соколенко начал поиск новой команды. Вторую часть сезона провёл в ивано-франковском «Прикарпатье». После завершения сезона уехал в Азербайджан, где играл в составе «Симурга».
После возвращения на Украину играл в любительских командах чемпионата Ивано-Франковской области «Карпаты» (Коломыя) и «Гуцульщина» (Косов). Летом 2011 года подписал контракт с «Энергетиком» из Бурштына, в составе которого играл в первой лиге. После того, как команда лишилась спонсора и вынуждена была прекратить существование на профессиональном уровне, вернулся в любители. Продолжил карьеру в «Газовике» (Богородчаны), через год перешёл в «Тепловик» (Ивано-Франковск).